# Menelau d'Eges
Menelau d'Eges, en llatí Menelaus, en grec antic Μενέλαος, fou un poeta èpic grec nadiu d'Eges. Va viure probablement al segle iii, ja que Longí (Longinus) el menciona amb elogis, i aquest autor va morir l'any 273. Va escriure un poema de nom Thebais (Θηβαίς) que segons Suides estava format per dotze llibres i segons Eudòxia Macrembolitissa de tretze. Esteve de Bizanci dona el títol dels primers cinc d'aquestos llibres: Τέμμιξ, Ὑρμίνη, Ἀμφιγένεια, Λύκαια, Εὒτρησις, però no n'han quedat fragments d'importància. Va escriure altres obres que no es coneixen.